# گوئیدو هورن
گوئیدو هورن (به انگلیسی: Guildo Horn) (زاده ۱۵ فوریهٔ ۱۹۶۳) خواننده آلمانی است.
او در مسابقه آواز یوروویژن ۱۹۹۸ نماینده آلمان بود .